# Suisse aux Jeux olympiques d'été de 2004
La Suisse participe aux Jeux olympiques d'été de 2004 à Athènes. Elle y remporte cinq médailles : une en or, une en argent et trois en bronze, se situant à la 46e place des nations au tableau des médailles. Le joueur de tennis Roger Federer est le porte-drapeau d'une délégation suisse comptant 98 sportifs (59 hommes et 39 femmes).

## Médailles
| Médaille                            | Nom                           | Sport       | Compétition              |
| ----------------------------------- | ----------------------------- | ----------- | ------------------------ |
| Médaille d'or, Jeux olympiques      | Marcel Fischer                | Escrime     | Épée individuel hommes   |
| Médaille d'argent, Jeux olympiques  | Franco Marvulli Bruno Risi    | Cyclisme    | Course à l'américaine    |
| Médaille de bronze, Jeux olympiques | Karin Thürig                  | Cyclisme    | Contre-la-montre féminin |
| Médaille de bronze, Jeux olympiques | Sven Riederer                 | Triathlon   | Individuel hommes        |
| Médaille de bronze, Jeux olympiques | Patrick Heuscher Stefan Kobel | Volley-ball | Beach-volley hommes      |